# La filla de l'ambaixador
La filla de l'ambaixador (títol original en anglès: The Ambassador's Daughter) és una pel·lícula estatunidenca dirigida per Norman Krasna, estrenada el 1956. Ha estat doblada al català.

## Argument[2]
El Senador Cartwright ha estat enviat a París per dur a terme certes investigacions sobre la conducta dels soldats americans que exerceixen les seves funcions a França. Ja al país, sol·licita l'ajuda de l'ambaixador americà, la filla del qual –Joan Fisk, avorrida d'entretenir les mullers de vips de visita– s'encarregarà de mostrar-li la ciutat a la filla del senador. Durant aquest passeig, el descobriment de l'amor pot canviar substancialment el futur de la jove.

## Repartiment
- Olivia de Havilland: Joan Fisk
- John Forsythe: Danny
- Myrna Loy: Sra. Cartwright
- Adolphe Menjou: Senador Jonathan Cartwright
- Tommy Noonan: Al O'Connor
- Francis Lederer: príncep Nicholas Obelski
- Edward Arnold: Ambaixador William Fisk
- Minor Watson: General Andrew Harvey
- Judith Magre: Una noia lleugera (No surt als crèdits)